# José Edmundo Calvache López
José Edmundo Calvache López (* im 20. Jahrhundert) ist ein kolumbianischer Linguist.
Calvache López promovierte 2006 in Erziehungswissenschaften an der Universidad Pedagógica y Tecnológica de Colombia in Tunja. Er ist langjähriger Dozent am Departement für Linguistik und Sprachen der Universidad de Nariño; 2011 wurde er zum Rektor derselben Universität gewählt. Im selben Jahr wurde er zum Präsidenten des Netzwerks der Staatlichen Universitäten Kolumbiens ernannt.

## Publikationen (Auswahl)
- Caracterización de la formación de educadores a nivel superior en Colombia durante el "Frente Nacional", 1958-1974. In: Revista Historia de la Educación Latinoamericana, Nr. 6, 2008, S. 105–126.
- Reflexiones sobre la salud publica. In: Universidad y Salud, Band 13, Nr. 1, 2011, S. 5.
- Las corrientes pedagógicas en la educación colombiana. In: Revista Hechos y Proyecciones del Lenguaje, 2013
- El positivismo: paradigma de pensamiento e investigacion. In: Hechos y proyecciones del lenguaje, Nr. 15, S. 94. ISSN 0121-3350